# 福岡東医療センター附属リハビリテーション学院
福岡東医療センター附属リハビリテーション学院（ふくおかひがしいりょうセンターふぞく - がくいん）は、かつて福岡県古賀市にあった専修学校。国立病院機構福岡東医療センターが運営していた。

## 沿革
- 1982年（昭和57年）4月5日 - 国立療養所福岡東病院附属リハビリテーション学院開校
- 2004年（平成16年）4月1日 - 国立病院機構福岡東医療センター附属リハビリテーション学院に改称
- 2008年（平成20年）3月31日 - 閉校

## 学科
- 理学療法学科
- 作業療法学科

## 所在地
- 〒811-3195　福岡県古賀市千鳥1丁目1-1

最寄駅は、JR九州鹿児島本線古賀駅・千鳥駅